# Lolita (regény)
A Lolita (1955) Vladimir Nabokov regénye. Magyarul először az Európa Könyvkiadónál jelent meg a mű, Békés Pál fordításában, 1987-ben.
A történetet Humbert Humbert (álnév, puszta játék a betűkkel, mely később is sokszor visszatér a cselekményben), egy elítélt pedofil beszéli el, aki a börtönben írja meg visszaemlékezéseit.
A könyv humora különleges, sok olvasottságot feltételező; cselekménye lassan hömpölygő, ahogy egyik kritikusa írta: „Gyönyörű, merész, elgondolkodtató”.
Két film is készült belőle: 1962-ben Stanley Kubrick, illetve 1997-ben Adrian Lyne rendezésében.

## Cselekmény
|  | Alább a cselekmény részletei következnek! |

A negyvenes éveiben járó, rendkívül jóképű és intelligens férfi főhős (Humbert Humbert) 14 évesen elvesztette szerelmét, és azóta is vonzódik az ebben a korban lévő leányokhoz. Véletlenül találkozik Dolores Haze-zel, és rögtön beleszeret. Hogy a közelébe férkőzzön, feleségül veszi az anyját, Charlotte-ot.
Bár állandó jelleggel azon ábrándozik, hogyan iktathatná ki az anyát, és el is tervez egy „tökéletes” gyilkosságot, az asszony végül mégis egy baleset áldozata lesz. A férfi magához veszi a kislányt, és elindulnak egy céltalan, hónapokig tartó, egyik autós szállodától a másikig tartó útra.
A lány önszántából, testi fenyegetés nélkül lesz a szeretője, de kapcsolatuk mégsem több a kölcsönös rabságnál. A férfi mind a törvénytől, mind Lolita elvesztésétől retteg. Érdekesség, hogy a lány gondolataiba egész a könyv kétharmadáig nem tekinthetünk bele, akkor is csupán egy elkapott beszélgetés foszlánya, ami megüti Humbert fülét: Lolita egy barátnőjével cseveg olyan dolgokról, amiket sosem említett a mostohaapjának, aki egészen addig a percig jóformán bele sem gondolt, hogy Lolitának „lelke van”.
Útjukat egy idegen kíséri, akiről azon kívül, hogy mágnesként vonzza Lolita, semmit nem tudunk. A két férfi között egy rejtett, elsősorban szellemi párbaj indul meg, amelynek egyes pontjain kérdéses, hogy nem csupán a főhős egyre inkább megrendülő idegzetének, féltékenységi paranoiájának játéka-e az egész.
A lány végül Humbert minden elővigyázatossága ellenére megszökik, és évekre eltűnik nevelőapja életéből. Amikor újra felbukkan, már maga is gyermeket vár. Ezeken az oldalakon mutatkozik meg mostohaapja tulajdonképpeni szerelme – ha beszélhetünk erről –, ami nem omlik össze „felnőttként” látva Lolitát.
|  | Itt a vége a cselekmény részletezésének! |

## A név
Reggelente Lo volt. Egyszerűen csak Lo. Ahogyan ott állt, egy méter ötven centis mivoltában, egy szál zokniban. Bő nadrágban Lola. Az iskolában Dolly. Aláírásokkor Dolores. De a karomban mindig csak Lolita.
A Lolita spanyol keresztnév, a Dolores kicsinyített, becéző változata. A lányt a regényben becézik még ezen kívül a Dolly, Lola, Lo, és L nevekkel.

## Utóhatása
A regény után terjedt el a koraérett, kirívó vonzerővel bíró serdülőlányok „Lolitaként”, illetve „nimfácskaként” becézése.
A regényt musical formában, 1971-ben mutatták be Lolita, My Love címmel; a zenét John Barry szerezte, a szöveget pedig Alan Jay Lerner írta.
A regény ma is vitákat generál, mivel a modern társadalom egyre inkább tudatában van a könyvben felmerülő problémáknak.

## Magyarul
- Lolita. Regény; ford., utószó Békés Pál; Árkádia, Bp., 1987
- Lolita; ford. Békés Pál, interjúford. M. Nagy Miklós; Helikon, Bp., 2019